# Le Fleuve de l'éternité
Le Fleuve de l'éternité (titre original : Riverworld) est un cycle de romans de science-fiction de l'écrivain américain Philip José Farmer. Le premier roman du cycle, Le Monde du fleuve, a reçu le prix Hugo du meilleur roman 1972.

## Romans
Le cycle du Fleuve de l'éternité se compose des romans suivants :
- Le Monde du fleuve ((en) To Your Scattered Bodies Go, 1971)
- Le Bateau fabuleux ((en) The Fabulous Riverboat, 1971)[1]
- Le Noir Dessein ((en) The Dark Design, 1977)
- Le Labyrinthe magique ((en) The Magic Labyrinth, 1980)
- Les Dieux du fleuve ((en) Gods of Riverworld, 1983)

## Résumé
L'ensemble des êtres humains ayant vécu, de tous temps, sur la Terre se réveille, comme dans une résurrection, le long d'un immense fleuve sur une planète inconnue. Telles sont les premières observations : il n'y a pas d'ordre et les époques et les ethnies sont mélangées ; des infrastructures modernes dispensent de la nourriture ; tous ont retrouvé le corps de leurs vingt-cinq ans ; quelques êtres manifestement non terriens sont présents ; des personnages historiques (Richard Francis Burton, Samuel Clemens alias Mark Twain, Alice Hargreaves (son nom de femme mariée) alias l'Alice de Alice au pays des merveilles, Jean Sans Terre, Savinien de Cyrano de Bergerac ou encore Hermann Göring) prennent leur destin en main pour mener une quête du Graal : découvrir, en remontant le fleuve, qui les a amenés ici et pourquoi. Un personnage secondaire, Peter Jairus Frigate, présente bien des caractéristiques communes avec Philip José Farmer.

## Adaptations

### Téléfilms
- Riverworld, le monde de l'éternité (Riverworld), téléfilm australo-canado-anglo-américain réalisé par Kari Skogland en 2003.

Cette adaptation à la télévision a été tentée en 2003 et a été diffusée à la télévision française à fin 2004. Il s'agissait d'un épisode pilote, tourné en Nouvelle-Zélande, qui est resté sans suite. Certains personnages du livre sont repris, d'autres pas (par exemple l'explorateur Richard Francis Burton qui est pourtant l'un des deux personnages principaux de la saga romanesque). Une nouvelle adaptation en série a été réalisée en 2010.
- Riverworld, le fleuve de l'éternité, produit en 2010 sous la forme d'un téléfilm en deux épisodes de 90 minutes[2].

Cette adaptation reprend le monde du livre de Philip José Farmer, en remaniant librement le scénario. Les deux personnages restant du livre original sont Samuel Clemens et Richard Burton, auquel échoit le rôle du méchant. Le reste des personnages sont inventés, le personnage principal étant Matt Elmann, un journaliste américain tué avec sa petite amie dans un attentat et projeté dans le monde du fleuve où il tentera d'élucider le mystère du fleuve et de combattre Burton.

### Jeu vidéo
- Riverworld, Cryo Interactive, 1998.

## Un classique de la science-fiction
Ce cycle est considéré comme un grand classique de la science-fiction dans les ouvrages de référence suivants :
- Annick Beguin, Les 100 principaux titres de la science-fiction, Cosmos 2000, 1981 ;
- Jacques Goimard et Claude Aziza, Encyclopédie de poche de la science-fiction. Guide de lecture, Pocket, coll. « Science-fiction », no 5237, 1986 ;
- Denis Guiot, La Science-fiction, Massin, coll. « Le monde de... », 1987 ;
- Enquête du Fanzine Carnage mondain auprès de ses lecteurs, 1989 ;
- Lorris Murail, Les Maîtres de la science-fiction, Bordas, coll. « Compacts », 1993 ;
- Stan Barets, Le science-fictionnaire, Denoël, coll. « Présence du futur », 1994.